# 瓦尔戈廖
瓦尔戈廖（義大利語：Valgoglio），是意大利贝加莫省的一个市镇。总面积31平方公里，人口611人，人口密度19.7人/平方公里（2009年）。国家统计（ISTAT）代码为016225。